# 普拉杰拉托
普拉杰拉托（義大利語：Pragelato），是意大利都灵省的一个市镇。总面积88平方公里，人口784人，人口密度8.9人/平方公里（2009年）。ISTAT代码为001201。